# Moondog Matinee
Moondog Matinee är folkrockbandet The Bands femte album. Det släpptes i oktober 1973 och består endast av coverlåtar. Albumet visar gruppens kärlek till R&B och bluesmusik. 2001 släpptes albumet i en remastrad utgåva med sex stycken extraspår.

## Låtlista
| Nr  | Titel                     | Kompositör                                | Sångare          | Längd |
| --- | ------------------------- | ----------------------------------------- | ---------------- | ----- |
| 1.  | Ain't Got No Home         | Clarence "Frogman" Henry                  | Levon Helm       | 3:20  |
| 2.  | Holy Cow                  | Allen Toussaint                           | Rick Danko, Helm | 3:15  |
| 3.  | Share Your Love (With Me) | Deadric Malone, Alfred Braggs             | Richard Manuel   | 2:50  |
| 4.  | Mystery Train             | Junior Parker, Sam Phillips               | Helm             | 5:35  |
| 5.  | Third Man Theme           | Anton Karas                               | Instrumental     | 2:43  |
| 6.  | Promised Land             | Chuck Berry                               | Helm             | 3:00  |
| 7.  | The Great Pretender       | Buck Ram                                  | Manuel           | 3:07  |
| 8.  | I'm Ready                 | Fats Domino, Al Lewis, Sylvester Bradford | Helm             | 3:22  |
| 9.  | Saved                     | Jerry Leiber and Mike Stoller             | Manuel           | 3:42  |
| 10. | A Change Is Gonna Come    | Sam Cooke                                 | Danko            | 4:15  |

### Extraspår på utgåvan 2001
| Nr  | Titel                            | Kompositör   | Längd |
| --- | -------------------------------- | ------------ | ----- |
| 11. | Didn't It Rain (Outtake)         | Traditional  | 3:16  |
| 12. | Crying Heart Blues (Outtake)     | Joe Brown    | 3:29  |
| 13. | Shakin' (Outtake)                | Sam Cooke    | 3:31  |
| 14. | What Am I Living For (Outtake)   | Chuck Willis | 5:04  |
| 15. | Going Back to Memphis (Outtake)  | Chuck Berry  | 5:02  |
| 16. | Endless Highway (Studio version) | Robertson    | 5:09  |

## Medverkande

### Musiker
- The Band – producenter
- Rick Danko – bas, rytmgitarr, sång
- Levon Helm – trummor, bass, rytmgitarr, sång
- Garth Hudson – orgel, piano, dragspel, synthesizer, clavinet, tenorsaxofon
- Richard Manuel – piano, elpiano, trummor, sång
- Robbie Robertson – gitarr
- Billy Mundi – trummor (vispar) på "Mystery Train"
- Ben Keith – pedal steel guitar på "The Promised Land"

### Produktion
- Mark Harman – ljudtekniker
- Jay Ranellucci – ljudtekniker
- John Wilson – ljudtekniker
- Edward Kasper – skivomslag